# Fender Deluxe Reverb
Fender je proizvođač električnih gitara, pojačala i druge srodne glazbene opreme. Mnogi glazbeni instrumenti i pojačala proizvedeni još početkom '60-ih su još uvijek u aktivnoj uporabi i danas. To uključuje i model Fender Deluxe Reverb cijevno pojačalo koje se proizvedilo između 1963. i 1982. godine, i to u dva oblika: Silverface modeli, proizvedeni između 1967. i 1982. godine, i Blackface modeli, proizvedeni između 1963. i 1967. godine. Za točnije utvrđivanje datuma proizvodnje Fender Deluxe Reverb modela pojačala potrebno je znati serijski broj, koji se nalazi na kučištu.

## Karakteristike

#### Fender Silverface Deluxe Reverb
- Cijevi u pretpojačalu: četiri 7025. i dvije 12AT7
- Cijev na izlazu pojačala: dvije 6V6GT
- Dostupan: kao kombo model
- Efektivna snaga: 22 W
- Kanali: dva kanala (normal i vibrata)
- Kontrolna ploča:

Normal kanal - glasnoća (volume), ekvilajzer potovi (treble i bass)
 
Vibrata kanal - glasnoća (volume), ekvilajzer potovi (treble i bass), eho (reverb), pot za kontrolu ubrzanja kruženja signala tona (speed) i pot objedinjene snage (intensity)
- Efekti: eho (reverb) i titraj (tremolo)
- Zvučnik: 1 x 12", otpora 8 Ω, model Oxford 12K5
- Ispravljač: cijev 5U4GB (a u nekim modelima GZ34/5AR4)

#### Fender Blackface Deluxe Reverb
- Elektronički krug/model: AB763, AB868
- Cijevi u pretpojačalu: jedna 7025
- Cijev na izlazu pojačala: dvije 6V6GT
- Dostupan: kao kombo model
- Efektivna snaga: 22 W
- Kanali: dva kanala (normal i vibrata)
- Kontrolna ploča:

Normal kanal - glasnoća (volume), ekvilajzer potovi (treble i bass)
 
Vibrata kanal - glasnoća (volume), ekvilajzer potovi (treble i bass), eho (reverb), pot za kontrolu ubrzanja kruženja signala tona (speed) i pot objedinjene snage (intensity)
- Efekti: eho (reverb) i titraj (tremolo)
- Zvučnik: 1 x 12", otpora 8 Ω, model Oxford 12K5-6
- Ispravljač: cijev GZ34

## Vanjske poveznice
- [neaktivna poveznica]
- Korisni savjeti i razmjena ideja primijenjenih pri reizdanju Fender Deluxe Reverb modela
- Fender Deluxe Reverb na službenoj Fender internet stranici[neaktivna poveznica]